# 翎鯧
翎鯧（学名：Pampus punctatissimus）又名北鯧，為鯧科鯧屬的其中一種，分布於西北太平洋的日本中部及中國東海海域，體長可達25.8公分，棲息在沿海沙泥底質海域。

## 擴展閱讀
- 维基共享资源上的相關多媒體資源：翎鯧